# Татаренко, Леонид Сергеевич
Татаренко Леонид Сергеевич (укр. Татаренко Леонід Сергійович; 10.06.1930, Тростянец — 17.12.1999, Киев) — советский и украинский поэт-песенник, лауреат Республиканской комсомольской премии им. Н. Островского, премии им. Н. Ушакова.

## Биография
Родился 10 июня 1930 года в посёлке Тростянец Сумской области в семье сельского интеллигента. Его отец — Татаренко Сергей Павлович — имел юридическое и экономическое образование. В детстве пел в церковном хоре, в юности был учителем музыки, играл на скрипке, писал стихи. Дед Леонида Сергеевича — Татаренко Павел Иванович — был революционером. 10 лет провёл в тюрьмах за участие в первой русской революции (агитация среди солдат 29 Одесского драгунского полка не стрелять в толпу) Его дядя Петр Таряник также участвовал в революционных событиях 1917 года в Тростянце, был расстрелян в 1919 году деникинцами. Похоронен в братской могиле на мемориальном кладбище города.
Мать Леонида Сергеевича Татаренко Антонина Кирилловна вместе с отцом воспитала шестерых детей. В семье Леонид был самым старшим. У него было 3 сестры и 2 брата.: Ангелина, Раиса, Тамара, Виктор и Александр.
В 1953 году окончил Харьковский горный институт (ныне Харьковский национальный университет радиоэлектроники), факультет — промышленного транспорта. После окончания работал в Киевском научно-исследовательском институте.
В 1956 году стал Членом Национального общества писателей Украины.
В 1979 году за поэтический цикл «Комсомольцы в 2000-м позавидуют нам» и поэму «Гром с Путивля» Л. Татаренко был удостоен Республиканской комсомольской премии им. Н. Островского.
В 1997 году стал лауреатом премии им. Н. Ушакова, на которой награждались украинские поэты, которые пишут свои произведения на русском языке.
Леонид Татаренко являлся одним из авторов «Правды Украины». Леонид сотрудничал с Ассоциацией эстрадных деятелей Украины, а в последние годы жизни — наиболее активно. Благодаря Леониду Татаренко и его друзьям в Тростянце с 1991 года начал проходить ежегодный всеукраинский художественный фестиваль под названием «Боромля».
В память о Леониде Татаренко его именем названа центральная улица города Тростянец. В краеведческом музее открыта экспозиция благодаря усилиям директора Мельника Николая Степановича, сестры Ангелины, племянниц Ирины, Аллы, передавших для музея личные вещи поэта, рукописи стихов, ноты, фотографии. Экскурсия начинается самым известным хитом Леонида Татаренко «Червона троянда». В харьковском музее ХНУРЭ также открыта экспозиция, посвященная студенческим годам поэта.
17 декабря 1999 года в Киеве Леонид Татаренко скончался. Похоронен на Берковецком кладбище.

## Творчество
Первые стихи Леонид, будучи школьником, принес своей учительнице, Прасок Екатерине Степановне. Леонид Сергеевич написал стихи «Здравствуй, чужая милая…», музыку к которой написал Анатолий Аркадьевич Горчинский. Эта песня приобрела популярность и звучит с современной эстрады четвёртое десятилетие[когда?]. Впервые на широкой публике эта песня в исполнении Н. Щукина прозвучала в 1959 году, на одном из концертов в г. Львове. В 70-х годах шлягер исполнил основатель русского шансона Аркадий Северный, а 1 мая 1995 года песню «Здравствуй, чужая милая…» спел Александр Солодуха. Эта песня обрела популярность в 1951 году когда вышла первая пластинка Анатолия Горчинского.
Также на стихи Татаренко написаны и звучат более 200 песен. Самые популярные из них:
- «Червона троянда» музыка — А. Горчинского,
- «Спят мальчишки в сиянии звёзд» муз. — Г. Подэльский,
- «Батькові долоні» муз. — Ю. Исаров,
- «Ви наша молитва, мамо» муз. — О. Осадчий,
- «Коровай» муз. — О. Осадчий,
- «Кто назвал тебя Чёрным, море?» муз. — Г. Подэльский.
- «Наталина пісня» (посвящена горячо любимой бабушке Наталии Степановне Татаренко)
- «На бабьей речке»

По мотивам поэм Л. Татаренко композиторы создали такие оперы как «Грім з Путивля» (Вадим Ильин) и «Чотири Ганни» (Александр Левкович). Леонид Татаренко является автором либретто к детской опере Александра Билаша «Пригоди буратіно». Л. Татаренко создал эпический цикл, воспевающий подвиги партизан в годы Великой Отечественной войны: «Гром с Путивля» (поэтическое сказание о Сидоре Ковпаке и его боевых побратимах), «Невеста» (памяти Героя Советского Союза Марии Кисляк, которую гитлеровцы повесили в подвенечном платье), «Поэма о четырёх Аннах» (связных, сожженных в собственных хатах).
Сохранению, изучению и популяризации творчества Леонида Татаренко много сил и времени посвящают его сестра Ангелина Сергеевна, её дочери Ирина и Алла, внучка Виктория. В 2008—2009 годах, будучи ещё школьницей, Виктория посвятила исследовательскую работу в Малой академии наук творчеству своего деда и стала победительницей. Рецензию на её работу написал близкий друг Леонида Татаренко — Николай Сингаивский — автор знаманитых «Чернобривцев». Ангелина Сергеевна, её брат Александр и их семьи являются бессменными гостями фестиваля «Боромля».

### Опубликованные книги
- «Лесные родники» (1955)
- «Гроздья рябины» (1957)
- «Красная земля» (1962)
- «Синее дерево» (1963)
- «Атомиум» (1966)
- «Им семнадцать — навечно семнадцать» (1967)
- «Век неспокойного солнца» (1968)
- «Бессмертник и незабудка» (1969)
- Сборник стихотворений «Избранная лирика» (1970)
- «Боромля» (1972)
- «На братском поле» (1974)
- «Корчагинская вахта» (1975)
- «Гром с Путивля» (1977)
- «Мост через Дунай» (1977)
- «Формула света» (1979)
- «Земля Ярославны» (1980)
- «Яростный колокол» (1980)
- Книга песен «Криниця» (1981)
- «Иван Черняховский» (1985)
- «Четыре Анны» (1986)
- Книга песен «Горицвіт» (1990)
- «Рябина у дзота» (1990)
- «Дочери речки Боромли» (1990)